# 拉姆齐理论
拉姆齊理論得名自英國數學家兼哲學家弗蘭克·普倫普頓·拉姆齊，是數學的一支，在大而無迭序的結構中尋找必然出現的有迭序的子結構。拉姆齊理論研究的典型問題形如：「某某結構要何等大，才能保證具有某某性質？」更具體而言，葛立恆稱拉姆齊理論為「組合數學的分支」。

## 例子
拉姆齊理論的典型例子中，先有某個數學結構，然後該數學結構會切成若干小份，問題是原結構要多大，才能保證不論切法為何，仍有某一份具有指定的性質。此想法帶出分劃正則性的嚴格定義。
例如，考慮{\displaystyle n}階完全圖，即有{\displaystyle n}個頂點，每個頂點皆與其餘{\displaystyle n-1}個頂點各以一條邊相連。{\displaystyle 3}階完全圖稱為三角形。現將逐條邊染紅或藍。{\displaystyle n}至少為何，才能保證總有一個同色（全紅或全藍的）三角形？答案為{\displaystyle 6}。拉姆齊定理的條目有此結論的嚴格證明。
換言之：若任一個宴會上有至少六人，則必有三人，該三人或兩兩互為朋友，或兩兩互為陌生人。此版本又稱朋友與陌路人定理。
上述結論為拉姆齊定理的特殊情況。該定理斷言，給定正整數{\displaystyle c}，及正整數{\displaystyle n_{1},n_{2},\ldots ,n_{c}}，則必存在某個正整數{\displaystyle R(n_{1},\ldots ,n_{c})}，使得不論{\displaystyle R(n_{1},\ldots ,n_{c})}階完全圖{\displaystyle G}的邊如何染成{\displaystyle c}種顏色，仍有某個{\displaystyle i\ (1\leq i\leq c)}，令{\displaystyle G}包含某個所有邊皆為顏色{\displaystyle i}的{\displaystyle n_{i}}階同色完全子圖。取{\displaystyle c=2}和{\displaystyle n_{1}=n_{2}=3}即得上段的特殊情況。

## 成果
拉姆齊理論的著名定理有：
- 范德瓦爾登定理：對任意{\displaystyle c,n}，必有某個{\displaystyle V}，使得：若將{\displaystyle V}個連續正整數染成{\displaystyle c}種顏色，則必有長度為{\displaystyle n}的同色等差數列。
- 黑爾斯－朱威特定理（英语：Hales–Jewett theorem） ：對任意{\displaystyle n}和{\displaystyle c}，必有某個{\displaystyle H}使得：若將{\displaystyle H}維的{\displaystyle n\times n\times \cdots \times n}立方體中，每個單位立方體染{\displaystyle c}色之一，則必有某個方向（允許某些特定的斜向）的連線上，全部{\displaystyle n}個小立方體皆同色。換言之：在多人版過{\displaystyle n}關（井字過三關的推廣）中，不論玩家人數為何，也不論{\displaystyle n}為何，只要維數足夠高，則必有一人先獲勝，而不可能出現平局。該定理可推出范德瓦爾登定理。

與范德瓦爾登定理類似的還有舒爾定理：給定任意{\displaystyle c}，總有某個{\displaystyle N}，使得：若將{\displaystyle 1,2,\ldots ,N}染成{\displaystyle c}種色，則其中必有兩個數{\displaystyle x,y} ，使得{\displaystyle x,y,x+y}三個數同色。此定理有許多推廣，如：雷多定理、雷多－福克曼－桑德斯定理、海恩德曼定理、米利肯－泰勒定理。關於上述結果（及許多其他結果）的參考書有葛立恆、布魯斯·羅斯柴爾德、喬爾·斯賓塞、紹利莫希·約瑟夫合著的《拉姆齊理論》（Ramsey Theory），該書於2015年曾更新擴展

### 特點
拉姆齊理論的結果通常有以下兩個特點：

#### 非構造性
可能證明了某個結構存在，但卻並無給出構造該個結構的方法（除暴力搜索外）。例如，過程中可能採用鴿巢原理，便是非構造性的。

#### 界極大
雖然拉姆齊理論的結果斷言充份大的物件必定包含某個指定的結構，但證明經常要求該物件極巨大：常見指數增長甚至阿克曼函數增長的界。對某些小情況，已找到更好的上下界，但一般而言該些界未能改進。一些情況下，該些巨大的界是證明方法所遺留的，而無人知道能否實質改進。另一些情況下，已知任何界都必須異常大，甚至大於任何原始遞歸函數，例見帕里斯－哈靈頓定理。著名大數葛立恆數也是與拉姆齊理論有關的問題的上界。也有另一意義下巨大的例子：二染色畢氏三元組問題的證明有200 TB長。

### 定理分類
拉姆齊理論的成果可粗略分為兩類：

#### 拉姆齊類
若干定理與拉姆齊定理類似，斷言某個大結構中，不論如何分劃，都必有一塊包含大的子結構，但不能得知該子結構位處何塊。

#### 圖蘭類
有時，某條拉姆齊類定理背後的原因很簡單：最大的分塊必然包含所求的子結構。此類結果稱為密度結果或圖蘭類結果，得名自圖蘭定理。著名例子有塞邁雷迪定理（范德瓦爾登定理的圖蘭類加強）以及黑爾斯－朱威特定理的密度版本。